# Unholy (Sam Smith & Kim Petras)
Unholy is een nummer van de Britse zanger Sam Smith en de Duitse zangeres Kim Petras uit 2022. Het is de tweede single van Smiths vierde studioalbum Gloria, en de tweede single van Petra's debuutalbum Feed the Beast.
"Unholy" is opgebouwd rond een zwoele Arabische toonladder en combineert een kerkachtig koor, een strijkerssectie en zware synths met een clubuitstraling. De tekst vertelt het verhaal van een ontrouwe echtgenoot. Terwijl zijn vrouw en kinderen thuis zijn, gaat hij vreemd met een sekswerker. Smith zingt vanuit het perspectief van de man, en Petras vanuit dat van de sekswerker. Vanwege het overlijden van Queen Elizabeth werd de release van het nummer uitgesteld. Doordat Smith het nummer promootte op TikTok, won het al snel aan populariteit en werd het een gigantische wereldhit. Het nummer bereikte in veel landen, waaronder Smiths thuisland het Verenigd Koninkrijk, de nummer 1-positie. In Petras thuisland haalde de plaat de 2e positie, net als in de Nederlandse Top 40. Ook in de Vlaamse Ultratop 50 was de plaat succesvol, daar haalde het de 6e positie.